# Vlaamse Minivoetbalfederatie
De Vlaamse Minivoetbalfederatie was een Vlaamse sportfederatie die ervoor zorgt dat het minivoetbal in goede banen wordt geleid.

## Historiek

### NOMB
Het NOMB (Nationale Onafhankelijke Minivoetbalbond) werd opgericht in 1968 door drie voetbalfanaten: turnleraar Gilbert Van Hecke en de gewezen veldvoetbalsterren en ex-Gantoise spelers, Endré Gaal uit Hongarije en André Van Herpe uit Gentbrugge.
Het minivoetbal groeide uit tot een zeer gewaardeerde zaalsport en de federatie voldeed weldra aan de erkenningsvoorwaarden van het BLOSO en promoveerde tot A-federatie.
In september 1991 installeerde een uitgebreide Algemene Vergadering een democratische federatie met dezelfde naam, maar met administratieve, juridische en financiële structuren aangepast aan de noden van deze tijd. De vernieuwde federatie vierde in 1993, onder het voorzitterschap van Gilbert Van Hecke, haar zilveren jubileum. 

### VMF
In 2000 wijzigde de federatie haar naam in Vlaamse Minivoetbalfederatie en koos voor een nieuw logo.

### Voetbal Vlaanderen
In 2016 werd de federatie door een fusie met Voetbalfederatie Vlaanderen opgeheven en geïntegreerd in Voetbal Vlaanderen.

## Minibabbel
Het officieel tijdschrift van de federatie is "MINIBABBEL". Het sportblad verschijnt tienmaal per seizoen en bevat alle nuttige informatie om en rond het minivoetbal in Vlaanderen.

## Erelijsten

### Kampioenen Eerste Nationale
- 1976/77 : Kings Tapijten Brugge
- 1977/78 : Kings Tapijten Brugge
- 1978/79 : Falk Zottegem
- 1979/80 : Falk Zottegem
- 1980/81 : Zon en zee Westende
- 1981/82 : Dry Swaenen Jabbeke
- 1982/83 : Oud & nieuw Zele
- 1983/84 : Pimpernel Zele
- 1984/85 : Pimpernel Zele
- 1985/86 : Mini Sint-Gillis-Waas
- 1986/87 : The Maracana Gent
- 1987/88 : The Maracana Gent
- 1988/89 : The Maracana Gent
- 1989/90 : The Maracana Gent
- 1990/91 : Westservice Kortrijk
- 1991/92 : Tegelhuis Windels Ingelmunster
- 1992/93 : MVV Izegem
- 1993/94 : Huize Goossens Appels
- 1994/95 : Huize Goossens Appels
- 1995/96 : AZ 77 Maldegem
- 1996/97 : Pioneer Sint-Martens-Latem
- 1997/98 : Pioneer Sint-Martens-Latem
- 1998/99 : PS Oostkamp
- 1999/00 : TW Ingelmunster
- 2000/01 : Huize Goossens Appels
- 2001/02 : Huize Goossens Appels
- 2002/03 : Huize Goossens Appels
- 2003/04 : Opel Haeck Drongen
- 2004/05 : Huize Goossens Appels
- 2005/06 : Loewe Latem
- 2006/07 : Loewe Latem
- 2007/08 : Opel Haeck Drongen
- 2008/09 : Loewe Latem
- 2009/10 : Opel Haeck Drongen
- 2010/11 : ZWR Evergem
- 2011/12 : ZWR Evergem
- 2012/13 : MVC Synergie Merelbeke
- 2013/14 : Opel Haeck Drongen
- 2014/15 : Kelderke Erwetegem
- 2015/16 : Opel Haeck Drongen
- 2016/17 : Opel Haeck Drongen
- 2017/18 : MVC Synergie Merelbeke
- 2018/19 : MVC Synergie Merelbeke
- 2019/20 : MVC Synergie Bassie Merelbeke
- 2020/21 : /
- 2021/22 : San Siro Boys Deftinge
- 2022/23 : Opel Haeck Drongen
- 2023/24 : Indulek Doltcini Erwetegem
- 2024/25: AZ 77 Maldegem

### Beker
- 1977 : Kings Tapijten Brugge
- 1978 : Concordia Gent
- 1979 : Dry Swaenen Jabbeke
- 1980 : Zon en zee Westende
- 1981 : Ranson Brugge
- 1982 : Pimpernel Zele
- 1983 : Dry Swaenen Jabeke
- 1984 : Pimpernel Zele
- 1985 : Pimpernel Zele
- 1986 : Van De Moortel Zele
- 1987 : The Maracana Gent
- 1988 : De Schelde Oudenaarde
- 1989 : Gouden schoen Lokeren
- 1990 : MVV Zottegem
- 1991 : Westservice Kortrijk
- 1992 : MVV Izegem
- 1993 : Pioneer Dewitte Sint-Martens-Latem
- 1994 : Bandencentrale Dikkelvenne
- 1995 : AZ 77 Maldegem
- 1996 : Pioneer Dewitte Sint-Martens-Latem
- 1997 : Pioneer Dewitte Sint-Martens-Latem
- 1998 : Pioneer Dewitte Sint-Martens-Latem
- 1999 : Bandencentrale Dikkelvenne
- 2000 : D'Huyvetter Zwevegem
- 2001 : Loewe Dewitte Sint-Martens-Latem
- 2002 : Loewe Dewitte Sint-Martens-Latem
- 2003 : Huize Goossens Appels
- 2004 : ZWR Evergem
- 2005 : Kortrijk '96
- 2006 : AZ '77 Maldegem
- 2007 : Loewe Dewitte Sint-Martens-Latem
- 2008 : Opel Haeck Drongen
- 2009 : Huize Goossens Appels
- 2010 : Opel Haeck Drongen
- 2011 : ZWR Evergem
- 2012 : DC Sports Oudenaarde
- 2013 : MVC 't Kelderke Erwetegem
- 2014 : MVC Synergie Merelbeke
- 2015 : MVC Synergie Merelbeke
- 2016 : Opel Haeck Drongen
- 2017 : MVC Synergie Merelbeke
- 2018 : MVC Synergie Merelbeke
- 2019 : San Siro Boys Deftinge
- 2020 : /
- 2021 : /
- 2022 : San Siro Boys Deftinge
- 2023 : MVC Synergie Domino Oudenaarde
- 2024 : AZ 77 Maldegem
- 2025: San Siro Boys Deftinge